# 하늘 아래서 (김민종의 음반)
하늘 아래서는 1993년에 발매된 김민종의 2집 앨범이다. 김민종 작사, 서영진 작곡의 락 발라드 <하늘 아래서>가 히트했다. 이 곡은 SBS방송에서 차트 정상을 차지했으며 각 방송사 가요 차트 상위에 랭크 되며 가수로서 김민종의 인기를 이어가게 했다. 무엇보다 이 곡은 김민종이 직접 작사한 첫 히트곡이라는 점에서 의미가 있다.
또 다른 수록 곡인 내가 알고 있는 미소는 SBS 개국 초기의 청춘드라마인 "열정시대"의 주제가였다. 김민종과 신윤정이 주인공 이었으며 김보성과 이본, 김지수 등도 함께 출연하며 이름을 알렸었다. 단순히 인기를 유지하기 위해 작곡가의 노래를 받아 불렀던 톱스타 가수들과 달리, 그는 적극적으로 곡 제작에도 참여했다.
김민종은 고독한 반항아의 이미지와 잘 어울리는 락 발라드로 1집의 인기를 이어갔으며, 곡 작업에도 적극 참여해 6곡을 작사했다.

## 수록곡
전체 편곡: 서영진
| #            | 제목                                                                 | 작사         | 작곡         | 재생 시간 |
| ------------ | -------------------------------------------------------------------- | ------------ | ------------ | --------- |
| 1.           | 〈하늘 아래서(title) (TVN 응답하라1994 삽입곡)〉                     | 김민종       | 서영진       | 4:33      |
| 2.           | 〈나를 찾아서〉                                                      | 김민종       | 서영진       | 3:53      |
| 3.           | 〈마지막 선물〉                                                      | 김민종       | 서영진       | 4:58      |
| 4.           | 〈낡은테잎 속엔〉                                                    | 김민종       | 김우진       | 4:20      |
| 5.           | 〈내가 알고 있는 미소(SBS열정시대 주제가, TVN 응답하라1994 삽입곡)〉 | 지우         | 서영진       | 3:52      |
| 6.           | 〈비〉                                                               | 지우         | 서영진       | 3:25      |
| 7.           | 〈사랑으로〉                                                         | 김민종       | 서영진       | 4:23      |
| 8.           | 〈생각없는 시계 바늘〉                                               | 김민종       | 서영진       | 4:47      |
| 9.           | 〈변하지 않는 세상〉                                                 | 김우진       | 김우진       | 4:43      |
| 총 재생 시간 | 총 재생 시간                                                         | 총 재생 시간 | 총 재생 시간 | 56:06     |